# Museo del cavatappi
Il museo del cavatappi si trova nel comune di Montecalvo Versiggia, nel cuore dell'Oltrepò Pavese in provincia di Pavia. Si tratta di un piccolo museo che è stato inaugurato il 15 luglio 2006, il primo del genere in Italia gestito da un ente pubblico. 
L'esposizione, compresa in due sale una sita a piano terra e una al primo piano, si trova in un vecchio edificio, vicino alla chiesa parrocchiale di Sant'Alessandro, spazio un tempo adibito a canonica e in seguito a scuola elementare. Lo si può visitare da giugno a settembre la domenica dalle 15,00 alle 18,30.
Il museo espone oltre duecento oggetti che illustrano l'evoluzione del cavatappi lungo tre secoli. Ve ne sono di molte tipologie: a leva singola, a leva doppia, "a tempietto", con manico a farfalla, a campana, e "a pantografo".